# Драудвила, Дарюс
Дарюс Драудвила (лит. Darius Draudvila; род. 29 марта 1983, Вильнюс) — литовский легкоатлет, специалист по многоборьям. Выступал за сборную Литвы по лёгкой атлетике в 2002—2012 годах, многократный победитель и призёр национальных первенств, рекордсмен страны, участник ряда крупных международных соревнований, в том числе летних Олимпийских игр в Лондоне.

## Биография
Дарюс Драудвила родился 29 марта 1983 года в Вильнюсе, Литовская ССР.
Занимался лёгкой атлетикой во время учёбы в Университете штата Канзас, неоднократно принимал участие в различных студенческих соревнованиях в США.
Впервые заявил о себе как спортсмен в 2001 году, выиграв бронзовую медаль в прыжках с шестом на чемпионате Литвы в Каунасе.
Дебютировал на международном уровне в сезоне 2002 года, когда вошёл в состав литовской национальной сборной и побывал на чемпионате мира среди юниоров в Кингстоне, где в программе десятиборья набрал 7245 очков и занял с этим результатом 6 место.
В зачёте литовского национального первенства 2005 года взял бронзу в прыжках с шестом и в прыжках в длину.
В 2006 году стартовал на чемпионате Европы в Гётеборге, но дошёл лишь до бега на 110 метров с барьерами — вынужден был завершить выступление в связи с травмой. На чемпионате Литвы в Каунасе стал серебряным призёром в прыжках с шестом и в прыжках в длину.
В 2008 году на соревнованиях в американском Линкольне установил национальный рекорд Литвы в семиборье — 5878 очков. Выполнил норматив для участия в Олимпийских играх в Пекине, однако Литовская федерация лёгкой атлетики решила не посылать его на Игры.
В 2010 году одержал победу на чемпионате Литвы в Каунасе в зачёте прыжков с шестом. На европейском первенстве в Барселоне стал 6 в десятиборье и установил в данной дисциплине свой личный рекорд, набрав по сумме всех дисциплин 8032 очка. При этом запомнился здесь благородным поступком, предоставив шест белорусскому спортсмену Андрею Кравченко, сломавшему свой шест во время первой попытки. Благодаря этому Кравченко смог продолжить участие в соревновании и в итоге завоевал бронзовую медаль. Драудвила за этот поступок номинировался на премию «World Fair Play Awards».
В 2011 году стал 14 в семиборье на чемпионате Европы в помещении в Париже, стартовал в десятиборье на чемпионате мира в Тэгу.
Благодаря череде удачных выступлений удостоился права защищать честь страны на летних Олимпийских играх 2012 года в Лондоне — в программе десятиборья набрал 7557 очков и расположился в итоговом протоколе соревнований на 25 строке.
После лондонской Олимпиады Драудвила больше не показывал сколько-нибудь значимых результатов в лёгкой атлетике на международной арене.